# Hélène Oettingen

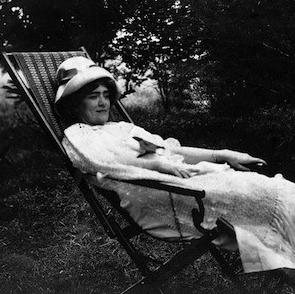
Hélène Oettingen in ihrem Hotel am Boulevard Berthier in Paris

Hélène Oettingen, seltener Hélène d’Oettingen, (* 1886 in Venedig, Königreich Italien, nach anderer Quelle am 21. Mai 1885 in der Ukraine; † 1950 in Paris) war eine französische Malerin und Schriftstellerin mit baltischen Wurzeln. Einige Mythen, meist von Oettingen selbst verbreitet, konnten bis heute nicht verifiziert werden.
Als Schriftstellerin benutzte sie die Pseudonyme Leonardo Preu und Roch Grey, ihre Bilder signierte sie überwiegend mit François Angiboult.

## Leben und Werk

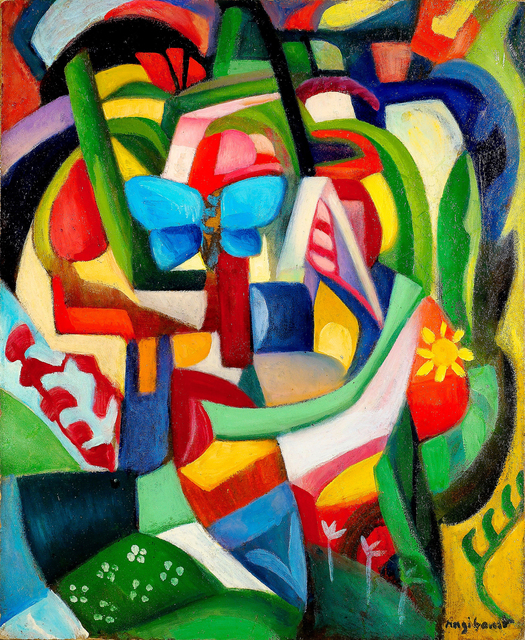
Francois Angiboult Le Papillon bleu, 1916–1917

Oettingen war die Tochter von Comtesse Maria Miaczinska und einem unbekannten Vater. Sie war mit dem Offizier Baron Otto von Oettingen verheiratet, der am Hof von Zar Nikolaus II. in Sankt Petersburg verpflichtet war. Das Paar ließ sich 1902 scheiden und Oettingen ging mit ihrem Cousin Serge Férat nach Paris um zu malen. Der Maler Rodolphe Julian hatte mit seiner Académie Julian Frauen gleichberechtigt die Möglichkeit einer künstlerisch-akademischen Ausbildung geschaffen.
Hélène Oettingen führte in den 1910er Jahren einen künstlerisch-literarischen Salon, in dem sich die gesamte russische und französische Avantgarde der Zeit traf. Gemeinsam mit Serge Férat sicherte sie das Überleben der avantgardistischen Zeitschrift Les Soirées de Paris (ab da unter der Regie von Apollinaire) und empfing in ihrem Salon am Boulevard Raspail 229 Maler, Dichter und Musiker der Avantgarde. Darüber hinaus war Oettingen auch das Modell u. a. von Amedeo Modigliani und Léopold Survage und erscheint daher auf einigen ihrer Bilder. Sie war befreundet mit Nina Hamnett, Irène Lagut und anderen Künstlern der Künstlerkolonie La Ruche in Paris (15. Arrondissement). Der Dichter Max Jacob widmete ihr ein Gedicht und Ardengo Soffici gestaltete zusammen mit ihr eine Ausstellung. Ab 1912 nahm sie regelmäßig an den Ausstellungen der Société des Artistes Indépendants teil.
Nach der Russische Revolution beschlagnahmte 1917 das neue Regime ihr Vermögen und die Baronin musste ihren großzügigen Lebensstil einschränken. Nach dem Ersten Weltkrieg erhielt Oettingen unter Präsident Paul Deschanel die französische Staatsbürgerschaft. 1935 verließ sie den Boulevard Raspail. 1950 starb Hélène Oettingen in Paris an Leukämie. Ihre letzte Ruhestätte Extra muros ist auf dem Cimetière parisien de Bagneux (Département Hauts-de-Seine).
Das Puschkin-Museum ehrte sie mit einer Ausstellung, die Jahre 1910–1950 umfassend, mit Materialien aus den Privatsammlungen der beiden Cousins. Das Museum baute den Salon der Baronin nach, der Künstler wie Picasso und Matisse beherbergte.

## Ausstellungen
- Salon des Indépendants 1912, 1914, 1926, 1929
- Salon des Surindépendants 1934 bis 1938
- Ausstellung russischer Kunst in Prag 1935

## Bilder (Auswahl)

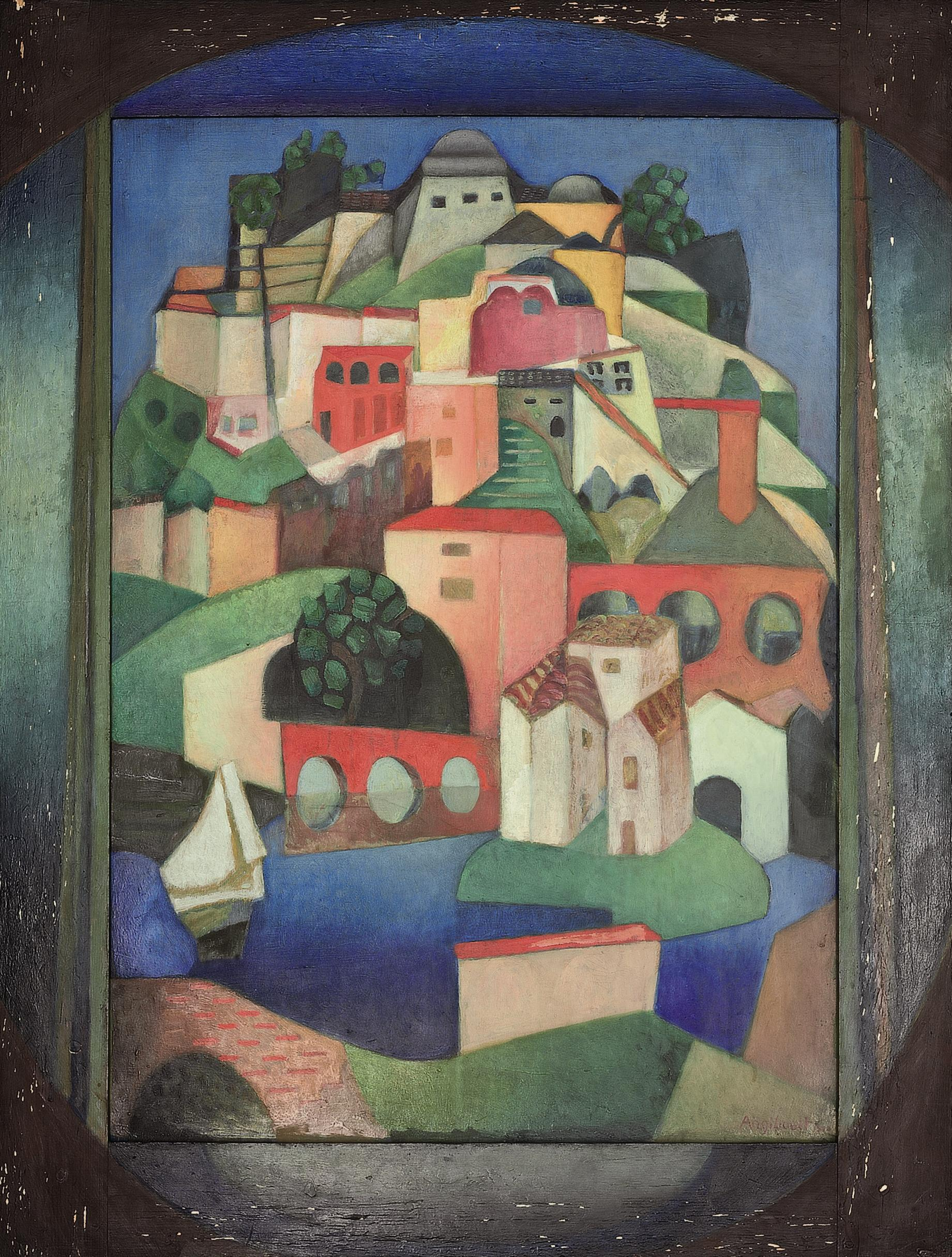
Cordes-sur-Ciel, 1920

- Paris la nuit. 1910.
- Pluie le matin. 1911.
- Le Papillon bleu. 1916–1917
- Bouquet de fleurs. 1921.

## Schriften (Auswahl)
- Chevaux de minuit, dreizehn Gedichte, illustriert von Picasso, 1936 publiziert von Iliazd.[3]
- Ardengo Soffici, Serge Férat, Hélène Oettingen, Korrespondenz 1903–1964, Hrsg. Barbara Meazzi, Lausanne, L’Âge d’Homme, 2013.
- Barbara Meazzi (Hrsg.): Journal d’une étrangère. Chronique de guerre et d’amour 1914–1918. Édition Le Minotaur, Paris 2016, ISBN 978-2-916775-33-3.